# Teorema de Ehrenfest
O teorema de Ehrenfest, nomeado a partir de Paul Ehrenfest, físico e matemático austríaco, relaciona a derivada do tempo do valor esperado para um operador na mecânica quântica para o comutador deste operador com o hamiltoniano do sistema. Isto é:
{\displaystyle {\frac {d}{dt}}\langle A\rangle ={\frac {1}{i\hbar }}\langle [A,H]\rangle +\left\langle {\frac {\partial A}{\partial t}}\right\rangle }
onde A é algum operador da mecânica quântica e {\displaystyle \langle A\rangle } é seu valor esperado.
O Teorema de Ehrenfest é obviamente a Representação de Heisenberg da mecânica quântica, onde isto é apenas o valor esperado do momento da Equação de Heisenberg.
O teorema também é altamente relacionado com o Teorema de Liouville da mecânica hamiltoniana, que envolve os Parênteses de Poisson ao invés do comutador.

## Derivação
Suponha que o sistema seja apresentado em um estado quântico {\displaystyle \Phi }.  Se nós quisermos saber a derivada do tempo instantânea do valor esperado de A, que é, por definição:
{\displaystyle {\frac {d}{dt}}\langle A\rangle ={\frac {d}{dt}}\int \Phi ^{*}A\Phi ~dx^{3}=\int \left({\frac {\partial \Phi ^{*}}{\partial t}}\right)A\Phi ~dx^{3}+\int \Phi ^{*}\left({\frac {\partial A}{\partial t}}\right)\Phi ~dx^{3}+\int \Phi ^{*}A\left({\frac {\partial \Phi }{\partial t}}\right)~dx^{3}}
{\displaystyle =\int \left({\frac {\partial \Phi ^{*}}{\partial t}}\right)A\Phi ~dx^{3}+\left\langle {\frac {\partial A}{\partial t}}\right\rangle +\int \Phi ^{*}A\left({\frac {\partial \Phi }{\partial t}}\right)~dx^{3},}
onde nós temos integrando por todo espaço. Se nós aplicarmos a Equação de Schrödinger, encontraremos isto:
{\displaystyle {\frac {\partial \Phi }{\partial t}}={\frac {1}{i\hbar }}H\Phi }
e isto:
{\displaystyle {\frac {\partial \Phi ^{*}}{\partial t}}={\frac {-1}{i\hbar }}\Phi ^{*}H^{\dagger }={\frac {-1}{i\hbar }}\Phi ^{*}H.}
Perceba que {\displaystyle H=H^{\dagger }} porque o Hamiltoniano é um operador autoadjunto. Colocando isto na equação acima nós obteremos:
{\displaystyle {\frac {d}{dt}}\langle A\rangle ={\frac {1}{i\hbar }}\int \Phi ^{*}(AH-HA)\Phi ~dx^{3}+\left\langle {\frac {\partial A}{\partial t}}\right\rangle ={\frac {1}{i\hbar }}\langle [A,H]\rangle +\left\langle {\frac {\partial A}{\partial t}}\right\rangle .}
Diversas vezes (mas não sempre) o operador A é independente do tempo, então sua derivada será zero e nós poderemos ignorar o último termo da equação.

## Exemplo geral
Pelo exemplo mais geral possível de uma partícula de grande massa se movendo em um vetor potencial, o Hamiltoniano é simplesmente:
{\displaystyle H(x,p,t)={\frac {p^{2}}{2m}}+V(x,t)}
onde {\displaystyle x} é simplesmente a localização da partícula. Suponha que nós quiséssemos saber a mudança instantânea do momento {\displaystyle p}. Utilizando o teorema de Ehrenfest, teremos:
{\displaystyle {\frac {d}{dt}}\langle p\rangle ={\frac {1}{i\hbar }}\langle [p,H]\rangle +\left\langle {\frac {\partial p}{\partial t}}\right\rangle ={\frac {1}{i\hbar }}\langle [p,V(x,t)]\rangle }
já que o operador {\displaystyle p} comuta com ele mesmo e não obtém dependência com o tempo. Expandindo o lado direito da equação, substituindo p por {\displaystyle -i\hbar \nabla }, nós obteremos:
{\displaystyle {\frac {d}{dt}}\langle p\rangle =\int \Phi ^{*}V(x,t)\nabla \Phi ~dx^{3}-\int \Phi ^{*}\nabla (V(x,t)\Phi )~dx^{3}.}
Após adicionar a regra do produto ao segundo termo, teremos:
{\displaystyle {\frac {d}{dt}}\langle p\rangle =\int \Phi ^{*}V(x,t)\nabla \Phi ~dx^{3}-\int \Phi ^{*}(\nabla V(x,t))\Phi ~dx^{3}-\int \Phi ^{*}V(x,t)\nabla \Phi ~dx^{3}}
{\displaystyle =-\int \Phi ^{*}(\nabla V(x,t))\Phi ~dx^{3}}
{\displaystyle =\langle -\nabla V(x,t)\rangle =\langle F\rangle ,}
mas nós reconheceremos isto como a segunda lei de Newton.
Similarmente nós poderemos obter a mudança de posição instantânea do valor esperado.
{\displaystyle {\frac {d}{dt}}\langle x\rangle ={\frac {1}{i\hbar }}\langle [x,H]\rangle +\left\langle {\frac {\partial x}{\partial t}}\right\rangle =}
{\displaystyle ={\frac {1}{i\hbar }}\langle [x,{\frac {p^{2}}{2m}}+V(x,t)]\rangle +0={\frac {1}{i\hbar }}\langle [x,{\frac {p^{2}}{2m}}]\rangle =}
{\displaystyle ={\frac {1}{i\hbar }}\langle [x,{\frac {p^{2}}{2m}}+V(x,t)]\rangle ={\frac {1}{i\hbar 2m}}\langle [x,p]{\frac {d}{dp}}p^{2}\rangle =}
{\displaystyle ={\frac {1}{i\hbar 2m}}\langle i\hbar 2p\rangle ={\frac {1}{m}}\langle p\rangle }
Este resultado é novamente em acordo com a equação clássica.